# Меломан (фильм)
«Меломан» (фр. Le mélomane, 1903) — французский немой короткометражный художественный фильм Жоржа Мельеса.

## Сюжет
Учитель с учениками останавливается перед телеграфными проводами. Учитель забрасывает на провода скрипичный ключ, принесённый им, и свою трость. Далее он забрасывает на провода свои последовательно возникающие головы, образующие на нотной линейке проводов первые ноты тактов гимна «Боже, спаси короля». После исполнения учениками первого такта, головы принимают положение второго такта. Учитель с учениками покидает сцену. Головы превращаются в птиц и улетают.

## В ролях
- Жорж Мельес